# 北山街道 (牡丹江市)
北山街道，是中华人民共和国黑龙江省牡丹江市爱民区下辖的一个乡镇级行政单位。

## 行政区划
北山街道下辖以下地区：
祥伦社区、光明社区、北山社区和牡纺社区。